# 蚕书
《蚕书》是中国现存最早的一部关于蚕丝的专业著作，由北宋的秦观编著。该书从育种到缫丝的各个工序都有简明切实的叙述，尤其是对缫车的结构及用法记载的特别细致。